# CargoSprinter
A CargoSprinter motorkocsi konténer jellegű intermodális szállítási egységek (konténerek, cserefelépítmények) hordozására alkalmas vasúti vontatójármű.